# Claudia Ruíz Casasola
Claudia Patricia Ruíz Casasola de Estrada (Puerto Barrios, Izabal; 23 de julio de 1968) es una política, docente y educadora guatemalteca que se desempeñó como ministra de educación de Guatemala de 2020 a 2024.

## Biografía
Nació en 1968 en Puerto Barrios, donde creció y vivió durante varios años antes de trasladarse al departamento de Guatemala por el trabajo que desempeñaba. En 1987 se casó con Julio César Estrada Valenzuela, un militar, coronel de infantería egresado de la Escuela Politécnica de Guatemala.

### Carrera profesional
Estudio la carrera de magisterio y se graduó de maestra de educación primaria en el Colegio de Señoritas «El Sagrado Corazón» en la zona 1 de la ciudad de Guatemala. Después estudió un técnico en administración y supervisión educativa en la Universidad de San Carlos de Guatemala, posteriormente se graduó de licenciada en administración educativa en la Universidad Panamericana de Guatemala, allí ha estudiado postgrados en formación de formadores, investigación social y maestrías en política y comunicación, y gerencia educativa. Además, en 2020, tenía pensum cerrado en un doctorado en investigación social en la misma Universidad Panamericana.
Se ha desempeñado en distintos puestos relacionados con educación; fue directora del Instituto Normal Mixto Rafael Aqueche en la jornada matutina de dicho centro educativo. También, fue directora y profesora en la Escuela Urbana Mixta n.º 931 en Chinautla y en la Escuela n.º 143 San Rafael La Laguna en la zona 18 de Guatemala.
En el ámbito administrativo fue coordinadora académica de la Facultad de Ciencias de la Educación de la Universidad Panamericana de Guatemala.

## Actividad política
Fue directora general de Gestión de Calidad Educativa, durante la gestión de Cynthia del Águila, de 2012 a 2015. También fue supervisora educativa del Ministerio de Educación en todos los niveles para centros educativos públicos y privados. También tuvo a su cargo coordinar a las direcciones departamentales de educación del ministerio, y ejerció como directora de gestión educativa.

### Ministra de educación

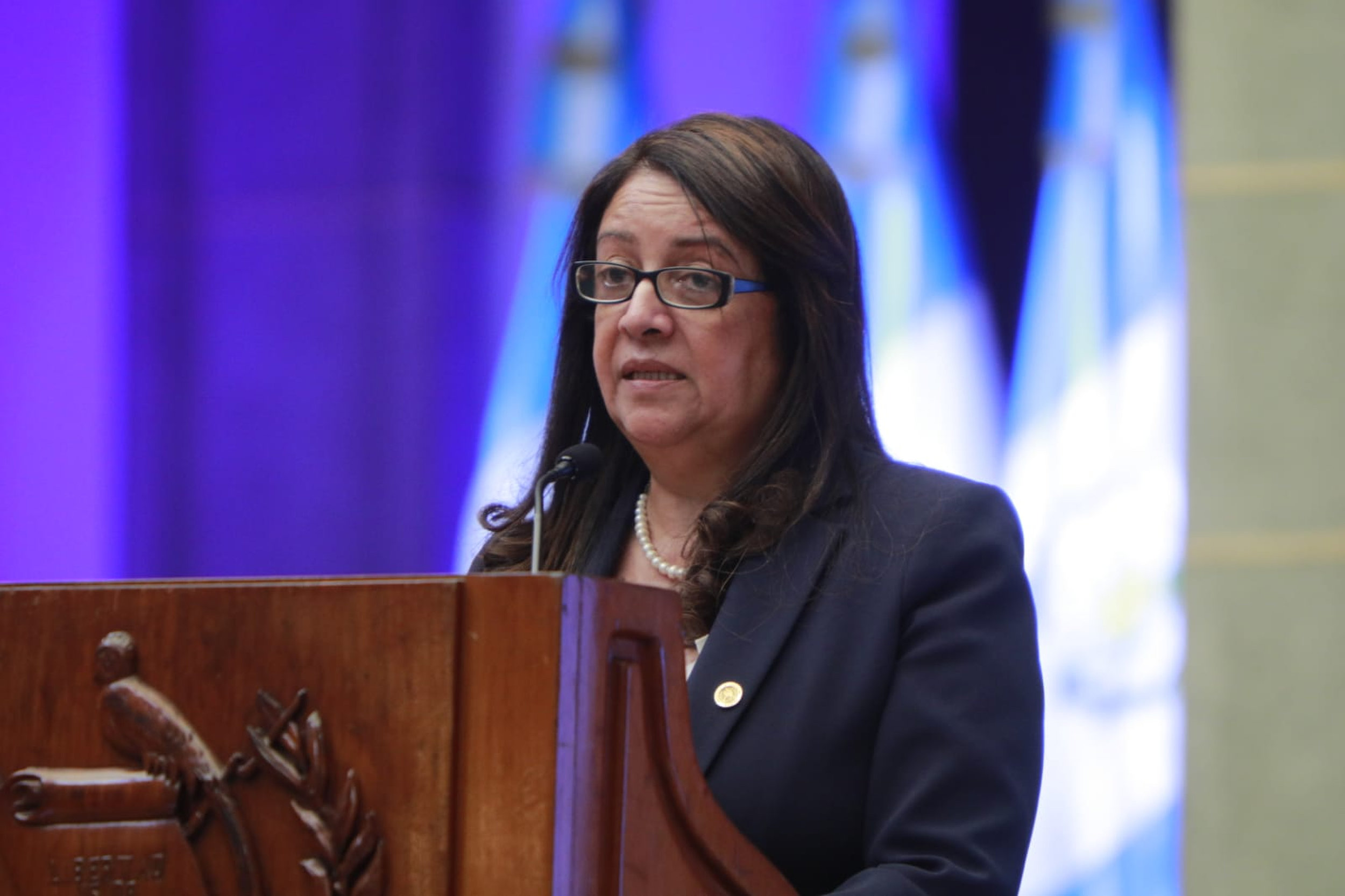
Ruíz Casasola dando un discurso en el Palacio Nacional de la Cultura.

El 13 de junio de 2019, el entonces candidato presidencial, Alejandro Giammattei presentó a sus posibles miembros de gabinete y la propuso como ministra de educación en caso él ganara las elecciones que se realizarían 3 días después. Finalmente él ganó la presidencia de Guatemala, en la segunda vuelta, el 11 de agosto de ese mismo año por lo que a partir de ese momento ella se convirtió en la ministra de educación designada hasta que tomó posesión el 14 de enero de 2020 junto a todos los miembros del gabinete, convirtiéndose en una de las dos mujeres que lo integraban.
Durante su gestión sucedió la Pandemia de COVID-19 en Guatemala y provocó que se suspendieran las clases presenciales desde el 14 de marzo de 2020, tan solo dos meses después que tomara posesión del cargo. En un principio se habló de 21 días pero esa medida se alargó por más de 2 años. Durante todo ese tiempo las clases se llevaron de forma virtual, hasta que en 2022 se iniciaron de forma híbrida (virtual y presencial), pero en 2023 únicamente se permitieron clases presenciales.
Durante el primer año se implementó un seguro médico para todos los estudiantes públicos de los niveles preprimario y primario, este consistía en consultas médicas por teléfono y en clínicas para los estudiantes que presentaran problemas de salud, incluía suministro de medicamentos y gastos médicos. Tenía el plan de cubrir a 2,6 millones de estudiantes desembolsando Q.180 millones por año por parte del ministerio de educación, este programa provocó críticas por la oposición en el congreso pues argumentaban que era mejor inyectar esa cantidad de dinero al sistema de salud público y no a entes privados. En el año 2022 reportaron que se hicieron 1 053 283 atenciones médicas bajo dicho seguro. Durante su gestión también siguió con la ejecución del «Programa de Alimentación Escolar», un programa por medio del cual se asignan Q.4 diarios para alimentación por niño en los centros educativos públicos, que tiene como objetivo disminuir la desnutrición en Guatemala, y durante la Pandemia de COVID-19, se siguió entregando a los padres de familia en entregas de cada mes.
En octubre de 2022 se mencionó como posible candidata presidencial por el partido de gobierno Vamos, pero algunas fuentes indicaron que ella se negó a aceptar el reto de encabezar un binomio presidencial en las elecciones de 2023, incluso se había hablado de una posible candidatura vicepresidencial.